# Pierre Géraud d'Armagnac
Pierre-Géraud d'Armagnac et de Lomagne, mort avant 1242, fut comte d'Armagnac et de Fezensac de 1219 à sa mort. Il était fils de Géraud V, comte d'Armagnac et de Fezensac.
Il était encore mineur à la mort de son père et son oncle Arnaud-Bernard devint régent des comtés. Il profita de sa faiblesse pour transformer en possession réelle la tutelle qui lui avait été confiée : certains documents le font comte d'Armagnac. Mais comme il mourut sans postérité, Pierre-Géraud put reprendre ses biens. 
Il mourut sans enfant et son frère Bernard V lui succéda.